# Marianne af Nederlandene
Prinsesse Marianne af Nederlandene (Wilhelmina Frederica Louisa Charlotte Marianne; (født 9. maj 1810 i Berlin, død 29. maj 1883 i Erbach i Rheingau-Taunus-Kreis ved Rhinen), prinsesse af Oranje-Nassau, var datter af kong Vilhelm 1. af Nederlandene og hans kusine Wilhelmine af Preussen. Da hendes far blev konge i 1815, blev hun også prinsesse af Nederlandene.

## Familie
Marianne van Oranje-Nassau var forlovet med den tidligere svensk-finske kronprins Gustav Gustavsson af Wasa, men den hollandske regering blev nødt til at ophæve forbindelsen, fordi Sverige-Norge truede med krig. I stedet blev hun gift med sin fætter Albrecht af Preussen (1809–1872).
Ægteskabet blev ulykkeligt. Albrecht optrådte brutalt både overfor hustruen og over for deres tjenestefolk. I 1845 flygtede Marianne sammen med Johannes van Rossum (1809–1873), der var hendes hollandske kusk og fortrolige. Derefter levede parret åbenlyst sammen.
Marianne van Oranje-Nassau fik børn i begge sine forhold. 